# فخري كريم
فخري كريم زنكنة (مواليد 1942)، مستشار رئيس جمهورية العراق الأسبق بين عامي 2006 و2014 وهو صاحب مؤسسة المدى للإعلام والثقافة والفنون ودار المدى عام 1993.
انضم فخري كريم إلى الصحافة عام (1959) حين انضم إلى نقابة الصحفيين برئاسة الجواهري الكبير اصغر عضو فيه، أسس فخري كريم دار «ابن الشعب» للنشر والطباعة والتوزيع، وكانت أول تجربة ثقافية له، فاخفق في أنجاحها لضعف الخبرة وسذاجة تصوراته عن طبيعة وظيفة الدار كرافعة فكرية وثقافية، لكنها مدته برصيدٍ غنيٍ من الخبرة والمعرفة في شؤون النشر والعمل الثقافية، أعانته في لاحق نشاطه.
عمل منذ انهيار مشروع النشر والذي رافقه تلبد الوضع السياسي والنزوع نحو التضييق على الحريات في العديد من الصحف والمجلات اليومية والأسبوعية، كان من بين أبزرها واكثرها تأثيراً على نشاطه الصحفي جريدة البلاد برفقة صديق رحلته الدكتور فائق بطي الذي كان يتولى رئاسة تحرير الجريدة.
كما عمل في صحف يومية وأسبوعية من بينها جريدة الثبات لصاحبها الصديق الفقيد محمود شوكت، بالإضافة إلى صحفٍ ومجلاتٍ أخرى. واصدر في أوقات وظروف مختلفة أكثر من صحيفة ومجلة عراقية وعربية.

## حياته
ولد عام 1942 وعاش بدايات حياته في العاصمة العراقية بغداد.

## أعماله
- أسس عام 1983 في المهجر مركز الأبحاث والدراسات الاشتراكية في العالم العربي، وأصدر عن المركز مجلة «النهج»(الفكرية السياسية الفصلية) التي تحولت إلى المنبر المشترك للأحزاب الشيوعية والعمالية في العالم العربي، وأصبحت بعد انهيار الاتحاد السوفيتي والبلدان الاشتراكية الأخرى منبراً تقدمياً يسارياً، انضمت إلى هيئة تحريرها نخبة من ابرز رموز الفكر والثقافة في البلدان العربية.

- عام 1972 كلفته قيادة الحزب الشيوعي العراقي بتقديم طلب لإصدار جريدة «الفكر الجديد» الأسبوعية واصبح صاحب امتياز ها.

- ثم أصبح مديراً لتحرير جريدة «طريق الشعب» اليومية، لسان حال اللجنة المركزية للحزب الشيوعي العراقي عام (1973).

- انتخب نائباً لنقيب الصحفيين عام (1970) وحتى عام (1980)، وكذلك عضواً في المكتب الدائم لاتحاد الصحفيين العرب، ونائباً لرئيس اللجنة الاجتماعية لمنظمة الصحفيين العالمية.

- أسس «دار المدى للثقافة والفنون» عام (1994) في دمشق بوصفها مؤسسة ثقافية عربية، وأصدر عن الدار «مجلة المدى» الثقافية الفصلية.

- نظم أسابيع المدى الثقافية السنوية في سوريا ثم العراق، وهي فعالية عربية-عراقية يشارك فيها عشرات المثقفين والمفكرين والمبدعين والفنانين ومئات المدعوين من مختلف البلدان.

- انتقل إلى بغداد بعد (هجرة عمل حزبي وسياسي) دامت نصف قرن، واختار أن يعاود النشاط الأثير في وجدانه، في ميادين الإعلام والثقافة والفنون، مواصلاً بذلك رسالة التغيير السياسي والاجتماعي في العراق المنكوب، سعياً وراء حلم، الحرية والعدالة الاجتماعية، وفضاءاتها الإنسانية الفسيحة.

- أصدر في 2003/7/15 جريدة «المدى» اليومية ببغداد في، واطلق مشروع (مؤسسة المدى للإعلام والثقافة والفنون) والتي تضم فروعاً في ميادين الإعلام والثقافة والفنون والإعلان والتعليم.[6]
- بادر بتأسيس «صندوق التنمية الثقافية» التي قدمت الدعم لشتى الفعاليات الثقافية العراقية والعربية، ومنحاً لأكثر من خمسمئة مثقف بالإضافة إلى مد يد العون للحالات الاستثنائية للمثقفين العراقيين ومن البلدان العربية، من المرضى وغيرهم.
- بادر بإطلاق مشروع (الكتاب للجميع مجاناً مع جريدة) تقوم المدى منذ أواخر القرن الماضي بموجبها بإعداد كتاب شهري تطبعه الصحف الشريكة وتوزعه مجاناً على القراء. وقد اشتركت في أطلاق المبادرة عشرة صحف عربية في الكويت والبحرين وبيروت ودمشق والإمارات والقاهرة وبغداد. والمشروع يتواصل بنجاح، ويجري السعي لتجديده وتوسيع نطاق توزيعه بانضمام شركاء جدد من البلدان العربية التي لم تشارك في المشروع حتى الآن.
- وتم أطلاق وكالة أنباء المدى في مطلع عام 2012 وقناة المدى الفضائية في عام 2015.[7]

## الاعتقال والملاحقة
- أبعد من «مدينة صباه الحبانية» في محافظة الأنبار للمرة الأولى بداية عام (1959)، بتهمة سياسية ملفقة.

- أعتقل للمرة الأولى، عام (1962) مع عدد من كبار الصحفيين والكتاب والفنانين وحكم عليه بالسجن عاماً ونصف العام وتعرض إلى التعذيب الجسدي الذي كان يتعرض له المعتقلون (صغاراً وكباراً).

- شارك في الهروب الجماعي من سجن الكوت في 8 شباط عام (1963)، واستطاع بعد ملاحقات برفقة رفيقه وصديقه الشهيد محمد الخضري الوصول إلى بغداد لمواصلة نشاطه الحزبي (الإعلامي والسياسي)، ويتعرض لما كان يتعرض له جموع الوطنيين والديمقراطيين على ايدي قطعان الحرس القومي المنفلت.

- ظل ملاحقاً وهو في حالة اختفاء دائم منذ (1963) حتى عام (1970).

- اعتقل بعد هروبه من سجن الكوت واختفائه عام (1965) واكمل مدة سجنه، ثم هرب أثناء إبقاءه رهن الاعتقال الاحترازي وواصل العمل السري، حيث أصدر جريدة أسبوعية باسم آخر وواجهة أخرى!.

- تعرض أكثر من مرة للاعتقال، واستطاع التخلص من السجن «بادعاء» هوية غير هويته.[8]

- اعتقل وهو مدير تحرير جريدة طريق الشعب اليومية، وصاحب امتياز جريدة «الفكر الجديد» ونائباً لنقيب الصحفيين...الخ، بأمر من صدام حسين، في محاولة للتركيع السياسي عام (1978) في إطار حملة اعتقالات وتصفيات جسدية واسعة شملت الاوساط الديمقراطية والقومية التقدمية وتمهيداً لبسط سيطرة الدكتاتور.

- انتقل إلى بيروت بتكليف من قيادة الحزب الشيوعي العراقي للمساهمة في تنظيم (الهجرة المعاكسة) وإعداد المناضلين للعودة إلى الداخل وليواصل نشاطه السياسي والإعلامي والثقافي أواخر عام (1978) وظل في لبنان حتى 1982/7/28 حيث تعرض لمحاولة اغتيال نجا منها بأعجوبة بعد أن أصيب بثلاث طلقات في وجهه ويده، نقل على اثرها إلى دمشق ثم موسكو لمتابعة العلاج الذي بدأه في مستشفى الجامعة الأمريكية. وكانت عملية الاغتيال مدبرة من برزان التكريتي بأمر مباشر من صدام حسين، ونفذها عشرة مسلحين.

- أعاد بعد عودته مع نخبة من الشخصيات الوطنية والوجوه الاجتماعية ورجالات المجتمع المدني، تأسيس المجلس العراقي للسلم والتضامن وانتخب رئيساً لها.

## محاولات اغتياله
- في بيروت تعرض لأكثر من محاولة اغتيال، سقط في أحداها مرافقه الشخصي الشهيد (أبو جنان)، وفي أخرى أصيب أحد أصدقائه بجروح بليغة.

- تعرض عام (1969) وهو في طريق عودته من الخارج (سرياً) إلى محاولة اغتيال إذ تعرضت السيارة التي كانت تقله إلى قصف جوي.

- بعد عودته عام (2003) إلى العراق والشروع بإصدار «جريدة المدى» وإطلاق «مؤسسة المدى» تعرض إلى أكثر من محاولة اغتيال نجا منها، وكانت إحدى المحاولات محققة لولا أن الإرهابيين اخطأوا السيارة التي كانت تقله ببضعة سنتمترات، وأصيبت إحدى سيارات حراسته.

- تعرض مكتبه في بغداد إلى قصف صاروخي، أصيب جرائها مدير إدارة جريدة المدى بجروح، والمصادفة الغريبة أن القصف تم في ساعة ويوم المحاولة الفاشلة لاغتياله في بيروت بتاريخ (1982/7/28(الساعة الواحدة ظهراً.